# 選出もしくは任命された女性の元首の一覧

独立以降、以下の女性が登場した国家
女性の政府の長
女性の国家元首（代理含む、君主は除く）
女性の国家元首にして政府の長（君主は除く）
女性の国家元首と女性の政府の長（君主は除く）

この項目は選出もしくは任命された女性の国家元首の一覧（せんしゅつもしくはにんめいされたじょせいのこっかげんしゅのいちらん）である。本リストには、国家元首ではない女性の政府の長は含まれない。
また、イギリス連邦内の総督と、アンドラ公国のフランス側の代理官については、国家元首代理一覧として別に記載。総督は英連邦王国の君主（現在はチャールズ3世）の代理として指定される者であり、フランス側のアンドラ公国共同大公の代理官はフランス共和国の大統領の代理である。彼らはそれぞれ各英連邦王国（イギリスを除く。）およびアンドラにおいて国家元首の代理としての役割を務めている。

## 女性の国家元首一覧
- 斜字は代行。

| 氏名                                           | 肖像 | 国名                     | 職名                     | 就任日         | 退任日         | 在任期間  |
| ---------------------------------------------- | ---- | ------------------------ | ------------------------ | -------------- | -------------- | --------- |
| スフバータル・ヤンジマー                       |      | モンゴル                 | 臨時人民大会議幹部会議長 | 1953年9月23日  | 1954年7月7日   | 287日     |
| 宋慶齢                                         |      | 中華人民共和国           | 国家主席代行             | 1968年10月31日 | 1972年4月24日  | 3年176日  |
| イサベル・ペロン                               |      | アルゼンチン             | 大統領                   | 1974年7月1日   | 1976年3月24日  | 1年267日  |
| リディア・ゲイレル・テハダ                     |      | ボリビア                 | 暫定大統領               | 1979年11月16日 | 1980年7月17日  | 244日     |
| ヴィグディス・フィンボガドゥティル             |      | アイスランド             | 大統領                   | 1980年8月1日   | 1996年8月1日   | 16年0日   |
| マリア・レア・ペディーニ＝アンジェリーニ       |      | サンマリノ               | 執政                     | 1981年4月1日   | 1981年10月1日  | 183日     |
| 宋慶齢                                         |      | 中華人民共和国           | 国家名誉主席             | 1981年5月16日  | 1981年5月28日  | 12日      |
| アガサ・バーバラ                               |      | マルタ                   | 大統領                   | 1982年2月15日  | 1987年2月15日  | 5年0日    |
| グロリアーナ・ラノッキーニ                     |      | サンマリノ               | 執政                     | 1984年4月1日   | 1984年10月1日  | 183日     |
| カルメン・ペレイラ                             |      | ギニアビサウ             | 国民議会議長             | 1984年5月14日  | 1984年5月16日  | 2日       |
| エリザベート・コップ                           |      | スイス                   | 連邦参事会のメンバー     | 1984年10月21日 | 1989年1月12日  | 4年83日   |
| コラソン・アキノ                               |      | フィリピン               | 大統領                   | 1986年2月25日  | 1992年6月29日  | 6年125日  |
| グロリアーナ・ラノッキーニ                     |      | サンマリノ               | 執政                     | 1989年10月1日  | 1990年4月1日   | 182日     |
| エルタ＝パスカル・トゥルイヨ                   |      | ハイチ                   | 大統領代行               | 1990年3月13日  | 1991年2月7日   | 331日     |
| ザビーネ・ベルクマン＝ポール                   |      | 東ドイツ                 | 人民議会議長             | 1990年4月5日   | 1990年10月2日  | 180日     |
| ビオレタ・チャモロ                             |      | ニカラグア               | 大統領                   | 1990年4月25日  | 1997年1月10日  | 6年260日  |
| メアリー・ロビンソン                           |      | アイルランド             | 大統領                   | 1990年12月3日  | 1997年9月12日  | 6年283日  |
| エッダ・チェッコリ                             |      | サンマリノ               | 執政                     | 1991年10月1日  | 1992年4月1日   | 183日     |
| ルース・ドレフュス                             |      | スイス                   | 連邦参事会のメンバー     | 1993年4月1日   | 2002年12月31日 | 9年274日  |
| パトリツィア・ブジィニャーニ                   |      | サンマリノ               | 執政                     | 1993年4月1日   | 1993年10月1日  | 183日     |
| シルヴィ・キニギ                               |      | ブルンジ                 | 暫定大統領               | 1993年10月27日 | 1994年2月5日   | 101日     |
| チャンドリカ・クマーラトゥンガ                 |      | スリランカ               | 大統領                   | 1994年11月12日 | 2005年11月19日 | 11年17日  |
| ルース・ペリー                                 |      | リベリア                 | 暫定政権大統領           | 1996年9月3日   | 1997年8月2日   | 333日     |
| ロサリーア・アルテアガ・セラーノ               |      | エクアドル               | 大統領代行               | 1997年2月9日   | 1997年2月11日  | 2日       |
| メアリー・マッカリース                         |      | アイルランド             | 大統領                   | 1997年11月11日 | 2011年11月10日 | 13年364日 |
| ジャネット・ジェーガン                         |      | ガイアナ                 | 大統領                   | 1997年12月19日 | 1999年8月11日  | 1年235日  |
| ルート・メツナー＝アルノルト                   |      | スイス                   | 連邦参事会のメンバー     | 1999年1月1日   | 2003年12月31日 | 4年364日  |
| ローザ・ザッファラーニ                         |      | サンマリノ               | 執政                     | 1999年4月1日   | 1999年10月1日  | 183日     |
| ヴァイラ・ヴィーチェ＝フレイベルガ             |      | ラトビア                 | 大統領                   | 1999年7月8日   | 2007年7月8日   | 8年0日    |
| ミレヤ・モスコソ                               |      | パナマ                   | 大統領                   | 1999年9月1日   | 2004年9月1日   | 5年0日    |
| タルヤ・ハロネン                               |      | フィンランド             | 大統領                   | 2000年3月1日   | 2012年3月1日   | 12年0日   |
| マリア・ドメーニカ・ミケロッティ               |      | サンマリノ               | 執政                     | 2000年4月1日   | 2000年10月1日  | 183日     |
| グロリア・アロヨ                               |      | フィリピン               | 大統領                   | 2001年1月20日  | 2010年6月30日  | 9年161日  |
| メガワティ・スティアワティ・スカルノプトゥリ   |      | インドネシア             | 大統領                   | 2001年7月23日  | 2004年10月20日 | 3年89日   |
| ナターシャ・ミチッチ                           |      | セルビア                 | 大統領代行               | 2002年12月29日 | 2004年1月27日  | 1年29日   |
| ミシュリン・カルミー＝レイ                     |      | スイス                   | 連邦参事会のメンバー     | 2003年1月1日   | 2011年12月31日 | 8年364日  |
| ヴァレリア・チャバッタ                         |      | サンマリノ               | 執政                     | 2003年10月1日  | 2004年4月1日   | 183日     |
| ニノ・ブルジャナゼ                             |      | グルジア                 | 暫定大統領               | 2003年11月23日 | 2004年1月25日  | 63日      |
| バルバラ・プラマー                             |      | オーストリア             | 国民評議会による代行     | 2004年7月6日   | 2004年7月8日   | 2日       |
| ファウスタ・モルガンティ                       |      | サンマリノ               | 執政                     | 2005年4月1日   | 2005年10月1日  | 183日     |
| エレン・ジョンソン・サーリーフ                 |      | リベリア                 | 大統領                   | 2006年1月16日  | 2018年1月22日  | 12年6日   |
| ミシェル・バチェレ                             |      | チリ                     | 大統領                   | 2006年3月11日  | 2010年3月11日  | 4年0日    |
| ドリス・ロイトハルト                           |      | スイス                   | 連邦参事会のメンバー     | 2006年8月1日   | 2018年12月31日 | 12年152日 |
| ダリア・イツィク                               |      | イスラエル               | 大統領代行               | 2007年1月25日  | 2007年7月15日  | 171日     |
| プラティバ・パティル                           |      | インド                   | 大統領                   | 2007年7月25日  | 2012年7月25日  | 5年0日    |
| ニノ・ブルジャナゼ                             |      | ジョージア               | 暫定大統領               | 2007年11月25日 | 2008年1月20日  | 56日      |
| クリスティーナ・フェルナンデス・デ・キルチネル |      | アルゼンチン             | 大統領                   | 2007年12月10日 | 2015年12月10日 | 8年0日    |
| エフェリーネ・ヴィドマー＝シュルンプフ         |      | スイス                   | 連邦参事会のメンバー     | 2008年1月1日   | 2016年1月1日   | 8年0日    |
| ローザ・ザッファラーニ                         |      | サンマリノ               | 執政                     | 2008年4月1日   | 2008年10月1日  | 183日     |
| アスンタ・メローニ                             |      | サンマリノ               | 執政                     | 2008年10月1日  | 2009年4月1日   | 182日     |
| ローズ・フランシーヌ・ロゴンベ                 |      | ガボン                   | 暫定大統領               | 2009年6月10日  | 2009年10月16日 | 128日     |
| ダリア・グリバウスカイテ                       |      | リトアニア               | 大統領                   | 2009年7月12日  | 2019年7月12日  | 10年0日   |
| ローザ・オトゥンバエヴァ                       |      | キルギス                 | 暫定大統領               | 2010年4月7日   | 2011年12月1日  | 1年238日  |
| ラウラ・チンチージャ                           |      | コスタリカ               | 大統領                   | 2010年5月8日   | 2014年5月8日   | 4年0日    |
| シモネッタ・ソマルーガ                         |      | スイス                   | 連邦参事会のメンバー     | 2010年11月1日  | 2022年12月31日 | 12年60日  |
| ジルマ・ルセフ                                 |      | ブラジル                 | 大統領                   | 2011年1月1日   | 2016年8月31日  | 5年243日  |
| マリア・ルイーザ・ベルティ                     |      | サンマリノ               | 執政                     | 2011年4月1日   | 2011年10月1日  | 183日     |
| アティフェテ・ヤヒヤガ                         |      | コソボ                   | 大統領                   | 2011年4月7日   | 2016年4月7日   | 5年0日    |
| モニーク・ベルポー                             |      | モーリシャス             | 大統領代行               | 2012年3月31日  | 2012年7月21日  | 112日     |
| スラビツァ・ジューキチ・デヤノビッチ           |      | セルビア                 | 大統領代行               | 2012年4月5日   | 2012年5月31日  | 56日      |
| ジョイス・バンダ                               |      | マラウイ                 | 大統領                   | 2012年4月7日   | 2014年5月31日  | 2年54日   |
| デニス・ブロンゼッティ                         |      | サンマリノ               | 執政                     | 2012年10月1日  | 2013年4月1日   | 182日     |
| 朴槿恵                                         |      | 大韓民国                 | 大統領                   | 2013年2月25日  | 2017年3月10日  | 4年13日   |
| アントネッラ・ムラローニ                       |      | サンマリノ               | 執政                     | 2013年4月1日   | 2013年10月1日  | 183日     |
| アンナ・マリア・ムッチョーリ                   |      | サンマリノ               | 執政                     | 2013年10月1日  | 2014年4月1日   | 182日     |
| カトリーヌ・サンバ＝パンザ                     |      | 中央アフリカ共和国       | 暫定大統領               | 2014年1月23日  | 2016年3月30日  | 2年67日   |
| ミシェル・バチェレ                             |      | チリ                     | 大統領                   | 2014年3月11日  | 2018年3月11日  | 4年0日    |
| ヴァレリア・チャバッタ                         |      | サンマリノ               | 執政                     | 2014年4月1日   | 2014年10月1日  | 183日     |
| マリールイーズ・コレイロ・プレカ               |      | マルタ                   | 大統領                   | 2014年4月4日   | 2019年4月4日   | 5年0日    |
| コリンダ・グラバル＝キタロヴィッチ             |      | クロアチア               | 大統領                   | 2015年2月18日  | 2020年2月18日  | 5年0日    |
| モニーク・ベルポー                             |      | モーリシャス             | 大統領代行               | 2015年5月29日  | 2015年6月5日   | 7日       |
| アミーナ・グリブ＝ファキム                     |      | モーリシャス             | 大統領                   | 2015年6月5日   | 2018年3月23日  | 2年291日  |
| ロレッラ・ステファネッリ                       |      | サンマリノ               | 執政                     | 2015年10月1日  | 2016年4月1日   | 183日     |
| ビドヤ・デビ・バンダリ                         |      | ネパール                 | 大統領                   | 2015年10月29日 | 2023年3月13日  | 7年135日  |
| ヒルダ・ハイネ                                 |      | マーシャル諸島           | 大統領                   | 2016年1月28日  | 2020年1月13日  | 3年350日  |
| 蔡英文                                         |      | 中華民国                 | 総統                     | 2016年5月20日  | 2024年5月20日  | 8年0日    |
| ドリス・ビュレ                                 |      | オーストリア             | 国民評議会による代行     | 2016年7月8日   | 2017年1月26日  | 202日     |
| ケルスティ・カリユライド                       |      | エストニア               | 大統領                   | 2016年10月10日 | 2021年10月11日 | 5年1日    |
| ミマ・ザヴォリ                                 |      | サンマリノ               | 執政                     | 2017年4月1日   | 2017年10月1日  | 183日     |
| ヴァネッサ・ダンブロシオ                       |      | サンマリノ               | 執政                     | 2017年4月1日   | 2017年10月1日  | 183日     |
| ハリマ・ヤコブ                                 |      | シンガポール             | 大統領                   | 2017年9月14日  | 2023年9月14日  | 6年0日    |
| ポーラ＝メイ・ウィークス                       |      | トリニダード・トバゴ     | 大統領                   | 2018年3月18日  | 2023年3月20日  | 5年2日    |
| ダン・ティ・ゴック・ティン                     |      | ベトナム                 | 国家主席代行             | 2018年9月21日  | 2018年10月23日 | 32日      |
| サーレワーク・ゼウデ                           |      | エチオピア               | 大統領                   | 2018年10月25日 | 2024年10月7日  | 5年348日  |
| サロメ・ズラビシュヴィリ                       |      | ジョージア               | 大統領                   | 2018年12月16日 | （現職）       | 6年188日  |
| カリン・ケラー＝ズッター                       |      | スイス                   | 連邦参事会のメンバー     | 2019年1月1日   | （現職）       | 6年172日  |
| ヴィオラ・アムヘルト                           |      | スイス                   | 連邦参事会のメンバー     | 2019年1月1日   | （現職）       | 6年172日  |
| ズザナ・チャプトヴァー                         |      | スロバキア               | 大統領                   | 2019年6月15日  | 2024年6月15日  | 5年0日    |
| マリエッラ・ムラローニ                         |      | サンマリノ               | 執政                     | 2019年10月1日  | 2020年4月1日   | 183日     |
| ヘアニネ・アニェス                             |      | ボリビア                 | 暫定大統領               | 2019年11月12日 | 2020年11月8日  | 362日     |
| カテリナ・サケラロプル                         |      | ギリシャ                 | 大統領                   | 2020年3月13日  | 2025年3月13日  | 5年0日    |
| グラツィア・ザフェラーニ                       |      | サンマリノ               | 執政                     | 2020年4月1日   | 2020年10月1日  | 183日     |
| ヴィヨサ・オスマニ                             |      | コソボ                   | 大統領代行               | 2020年11月5日  | 2021年3月22日  | 137日     |
| マイア・サンドゥ                               |      | モルドバ                 | 大統領                   | 2020年12月24日 | （現職）       | 4年180日  |
| サミア・スルフ・ハッサン                       |      | タンザニア               | 大統領                   | 2021年3月19日  | （現職）       | 4年95日   |
| ヴィヨサ・オスマニ                             |      | コソボ                   | 大統領                   | 2021年4月4日   | （現職）       | 4年79日   |
| サンドラ・メイソン                             |      | バルバドス               | 大統領                   | 2021年11月30日 | （現職）       | 3年204日  |
| シオマラ・カストロ                             |      | ホンジュラス             | 大統領                   | 2022年1月27日  | （現職）       | 3年146日  |
| ノヴァーク・カタリン                           |      | ハンガリー               | 大統領                   | 2022年5月10日  | 2024年2月26日  | 1年292日  |
| ドラウパディ・ムルム                           |      | インド                   | 大統領                   | 2022年7月25日  | （現職）       | 2年332日  |
| ジェリカ・ツヴィヤノヴィッチ                   |      | ボスニア・ヘルツェゴビナ | 大統領評議会のメンバー   | 2022年11月16日 | （現職）       | 2年218日  |
| ディナ・ボルアルテ                             |      | ペルー                   | 大統領                   | 2022年12月7日  | （現職）       | 2年197日  |
| ナターシャ・ピルク・ムサール                   |      | スロベニア               | 大統領                   | 2022年12月23日 | （現職）       | 2年181日  |
| エリーザベト・ボーム＝シュナイダー             |      | スイス                   | 連邦参事会のメンバー     | 2023年1月1日   | （現職）       | 2年172日  |
| ヴォー・ティ・アイン・スアン                   |      | ベトナム                 | 国家主席代行             | 2023年1月18日  | 2023年3月2日   | 43日      |
| クリスティン・カンガルー                       |      | トリニダード・トバゴ     | 大統領                   | 2023年3月20日  | （現職）       | 2年94日   |
| アデレ・トンニーニ                             |      | サンマリノ               | 執政                     | 2023年4月1日   | 2023年10月1日  | 183日     |
| シルバニー・バートン                           |      | ドミニカ国               | 大統領                   | 2023年10月2日  | （現職）       | 1年263日  |
| クラウディア・ロドリゲス・デ・ゲバラ           |      | エルサルバドル           | 大統領代行               | 2023年12月1日  | 2024年5月31日  | 1年203日  |
| ヒルダ・ハイネ                                 |      | マーシャル諸島           | 大統領                   | 2024年1月3日   | （現職）       | 1年170日  |
| ヴォー・ティ・アイン・スアン                   |      | ベトナム                 | 国家主席代行             | 2024年3月21日  | 2024年5月22日  | 62日      |
| ミレナ・ガスペローニ                           |      | サンマリノ               | 執政                     | 2024年4月1日   | 2024年10月1日  | 183日     |
| ミリアム・スピテリ・デボノ                     |      | マルタ                   | 大統領                   | 2024年4月4日   | （現職）       | 1年79日   |
| ゴルダナ・シルヤノフスカ＝ダフコバ             |      | 北マケドニア             | 大統領                   | 2024年5月12日  | （現職）       | 1年41日   |
| ハッラ・トーマスドッティル                     |      | アイスランド             | 大統領                   | 2024年8月1日   | （現職）       | 325日     |
| フランチェスカ・チヴェルキア                   |      | サンマリノ               | 執政                     | 2024年10月1日  | （現職）       | 264日     |
| クラウディア・シェインバウム                   |      | メキシコ                 | 大統領                   | 2024年10月1日  | （現職）       | 264日     |
| ロサリオ・ムリージョ                           |      | ニカラグア               | 共同大統領               | 2024年1月30日  | （現職）       | 143日     |
| ネトゥンボ・ナンディ＝ンダイトワ               |      | ナミビア                 | 大統領                   | 2025年3月21日  | （現職）       | 93日      |

## 女性の国家元首代理一覧
- 斜字は代理代行。

| 氏名                       | 肖像 | 国名                             | 職名                        | 就任日         | 退任日         | 在任期間   |
| -------------------------- | ---- | -------------------------------- | --------------------------- | -------------- | -------------- | ---------- |
| エルミラ・ミニタ・ゴードン |      | ベリーズ                         | 総督                        | 1981年9月21日  | 1993年11月17日 | 12年57日   |
| ジャンヌ・ソーベ           |      | カナダ                           | 総督                        | 1984年5月14日  | 1990年1月29日  | 5年260日   |
| ニタ・バロー               |      | バルバドス                       | 総督                        | 1990年6月6日   | 1995年12月19日 | 5年196日   |
| キャサリン・ティザード     |      | ニュージーランド                 | 総督                        | 1990年12月13日 | 1996年3月21日  | 5年99日    |
| パーレット・ルイジー       |      | セントルシア                     | 総督                        | 1997年9月17日  | 2017年12月31日 | 20年105日  |
| エイドリアン・クラークソン |      | カナダ                           | 総督                        | 1999年10月7日  | 2005年9月27日  | 5年355日   |
| シアン・イライアス         |      | ニュージーランド                 | 総督代行 (行政官)           | 2001年3月21日  | 2001年4月4日   | 14日       |
| シルヴィア・カートライト   |      | ニュージーランド                 | 総督                        | 2001年4月4日   | 2006年8月4日   | 5年122日   |
| アイビー・ダモント         |      | バハマ                           | 総督                        | 2001年11月11日 | 2005年11月30日 | 4年19日    |
| モニカ・デーコン           |      | セントビンセント・グレナディーン | 総督代行                    | 2002年6月3日   | 2002年9月2日   | 91日       |
| ミカエル・ジャン           |      | カナダ                           | 総督                        | 2005年9月27日  | 2010年10月1日  | 5年4日     |
| シアン・イライアス         |      | ニュージーランド                 | 総督代行 (行政官)           | 2006年8月4日   | 2006年8月23日  | 19日       |
| エマニュエル・ミニョン     |      | アンドラ                         | 共同大公 フランス駐在代理官 | 2007年6月6日   | 2008年9月24日  | 1年110日   |
| ルイーズ・レイク＝タック   |      | アンティグア・バーブーダ         | 総督                        | 2007年7月17日  | 2014年8月13日  | 7年27日    |
| クエンティン・ブライス     |      | オーストラリア                   | 総督                        | 2008年9月5日   | 2014年3月28日  | 5年204日   |
| シアン・イライアス         |      | ニュージーランド                 | 総督代行 (行政官)           | 2011年8月23日  | 2011年8月31日  | 8日        |
| シルヴィー・ユバック       |      | アンドラ                         | 共同大公 フランス駐在代理官 | 2012年5月15日  | 2015年1月5日   | 2年235日   |
| サンドラ・メイソン         |      | バルバドス                       | 総督代行                    | 2012年5月30日  | 2012年6月1日   | 2日        |
| セシル・ラ・グレネード     |      | グレナダ                         | 総督                        | 2013年5月7日   | （現職）       | 12年46日   |
| マルグリット・ピンドリング |      | バハマ                           | 総督                        | 2014年7月8日   | 2019年7月28日  | 5年20日    |
| シアン・イライアス         |      | ニュージーランド                 | 総督代行 (行政官)           | 2016年8月31日  | 2016年9月28日  | 28日       |
| パツィー・レディ           |      | ニュージーランド                 | 総督                        | 2016年9月28日  | 2021年9月28日  | 5年0日     |
| ジュリー・ペイエット       |      | カナダ                           | 総督                        | 2017年10月2日  | 2021年1月22日  | 3年112日   |
| サンドラ・メイソン         |      | バルバドス                       | 総督                        | 2018年1月8日   | 2021年11月29日 | 3年325日   |
| テニク・タレシ・ホノルル   |      | ツバル                           | 総督代行                    | 2019年8月22日  | 2021年1月      | 約1年5カ月 |
| フロイラ・ツァラム         |      | ベリーズ                         | 総督                        | 2021年5月27日  | （現職）       | 4年26日    |
| メアリー・サイモン         |      | カナダ                           | 総督                        | 2021年7月26日  | （現職）       | 3年331日   |
| ヘレン・ヴィンケルマン     |      | ニュージーランド                 | 総督代行 (行政官)           | 2021年9月28日  | 2021年10月21日 | 23日       |
| シンディ・キロ             |      | ニュージーランド                 | 総督                        | 2021年10月21日 | （現職）       | 3年244日   |
| マルセラ・リバード         |      | セントクリストファー・ネイビス   | 総督                        | 2023年2月1日   | （現職）       | 2年141日   |
| シンシア・A・プラット      |      | バハマ                           | 総督                        | 2023年9月1日   | （現職）       | 1年294日   |
| サム・モスティン           |      | オーストラリア                   | 総督                        | 2024年7月1日   | （現職）       | 356日      |